# CDC73
Chu kỳ phân bào 73, thành phần phức hệ Paf1/RNA polymerase II (tiếng Anh: Cell division cycle 73, Paf1/RNA polymerase II complex component), homolog (S. cerevisiae), còn được gọi là CDC73 và parafibromin, là protein ở người được mã hóa bởi gen CDC73.

## Chức năng
Parafibromin, LEO1, PAF1, và CTR9 cấu tạo nên phức hệ protein PAF, liên kết với tiểu đơn vị POLR2A của RNA polymerase II và một phức hệ histone methyltransferase.

## Ý nghĩa lâm sàng
Đột biến trên gen CDC73 có liên quan đến hội chứng cường cận giáp - u xương hàm (hyperparathyroidism-jaw tumor syndrome, HPT-JT) và ung thư tuyến cận giáp (parathyroid carcinoma).